# إيغور بن روريك
إيغور بن روريك (الروسية: Игорь Рюрикович) هو أمير كييف (من 912 حتى 945).
وهو ينتمي إلى سلالة روريك. واضطر في بداية حكمه اخضاع مختلف القبائل السلافية التي انتفضت على إثر موت الأمير أوليغ النبوي واقامة العلاقات مع قبيلة الرحل البجناك الذين ظهروا في سهوب متاخمة لبلاد الروس. وترجع الاسفار التاريخية زواجه من أولغا إلى عام 904.
قام ايغور باول حملة له إلى بلاد الروم عام 941 واجتاح الاقاليم البيزنطية حتى مضيق البوسفور. فاقتربت مراكبه من القسطنطينية . لكنها لم تتحمل تأثير النار السائلة البيزنطية واحترقت غالبيتها تقريبا. وانتهت حملته بالفشل. في عام 944 عاد ايغور يهاجم بيزنطة بدعم من قبائل الرحل البجناك والعساكر الاسكندافيين. لكن سفراء القسطنطينية استقيلوا ايغور في الضفة الغربية لنهر الدانوب وعرضوا عليه قبول فدية واتاوة غالية. ووافق عليها ايغور فعاد إلى كييف.
في عام 945 وصل سفراء بيزنطة إلى كييف لتوقيع اتفاقية السلام.
لم تتوسع الممتلكات الروسية في عهد ايغور لتشمل قبائل كانت تقطن ضفاف نهر الدنيبر والاقاليم المتاخمة لها شرقا وغربا من كلا الجانبين فحسب ، بل وشملت اراضي شمال القوقاز وشمال شبه جزيرة القرم جنوبا ونهر فولخوف شمالا. ويقول بعض المؤرخين ان ابنه سفياتوسلاف كان يحكم ابان عهده في مدينة نوفغورود.

## وفاته
ترجع «أخبار الأعوام الغابرة» موته في 945 حين قام بجنى اتاوة من قبيلة الدريفليان، لكنه لم يرض بها، فعاد يجنى اتاوة أخرى مما اثار استياء افراد الدريفليان الذين قتلوه. ويشهد المؤرخ البيزنطي ليف دياكون انهم احنوا قمتي شجرتي بتولا، وربطوا بهما الأمير القتيل ثم تركوهما وانشطر جسمه إلى قسمين.